# Donji Suvi Do
Suhodoll i Poshtëm en albanais et Donji Suvi Do en serbe latin (en serbe cyrillique : Доњи Суви До) est une localité du Kosovo située dans la commune/municipalité de Mitrovicë/Kosovska Mitrovica et dans le district de Mitrovicë/Kosovska Mitrovica. Selon le recensement kosovar de 2011, elle compte 789 habitants, dont 787 Albanais.

## Démographie

### Évolution historique de la population dans la localité
| 1948 | 1953 | 1961 | 1971 | 1981 | 1991 | 2011 |
| ---- | ---- | ---- | ---- | ---- | ---- | ---- |
| 357  | 342  | 402  | 540  | 739  | 881  | 789  |

|  |